# Karl Troll (Architekt)

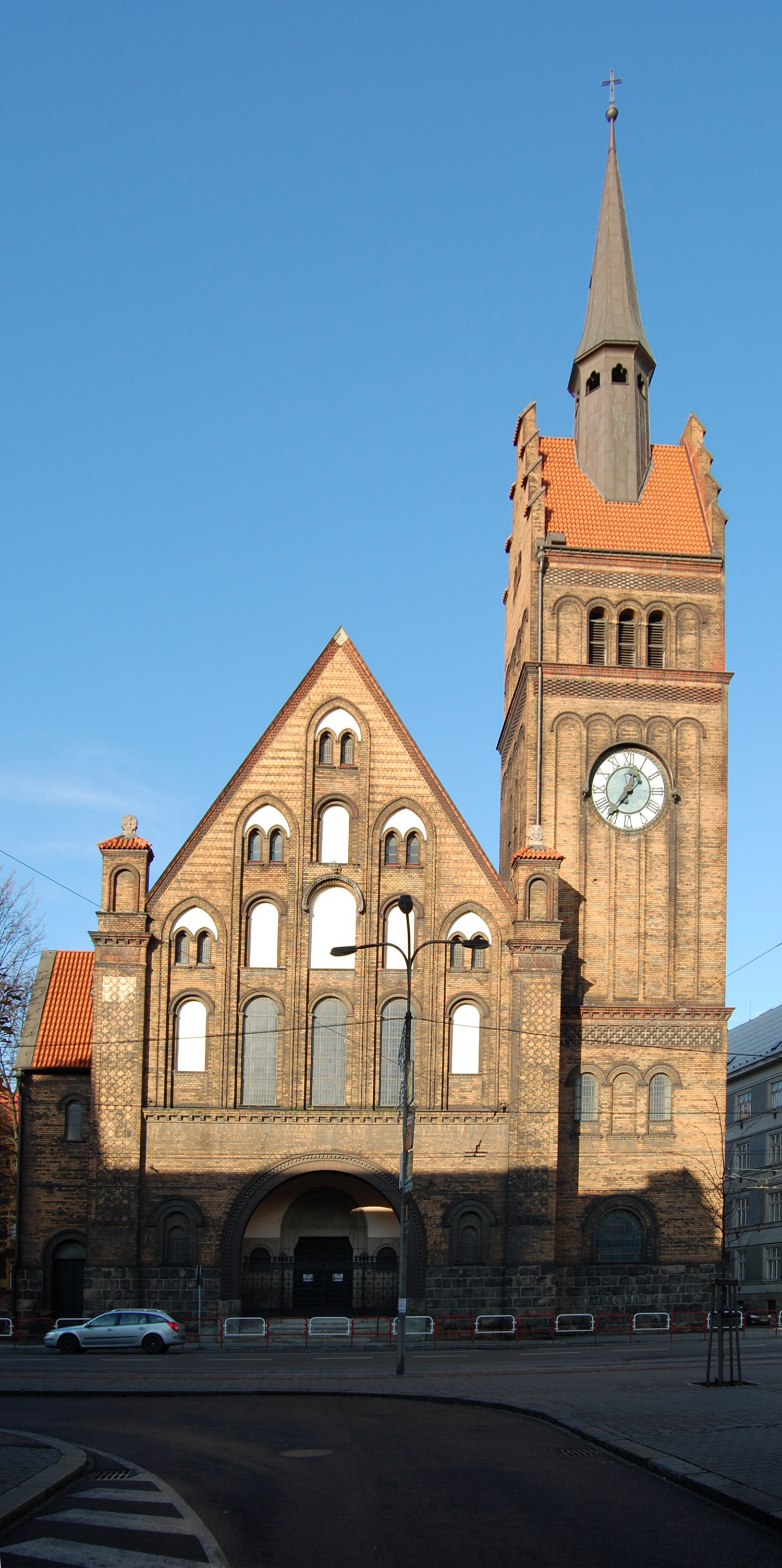
Christuskirche in Mährisch-Ostrau

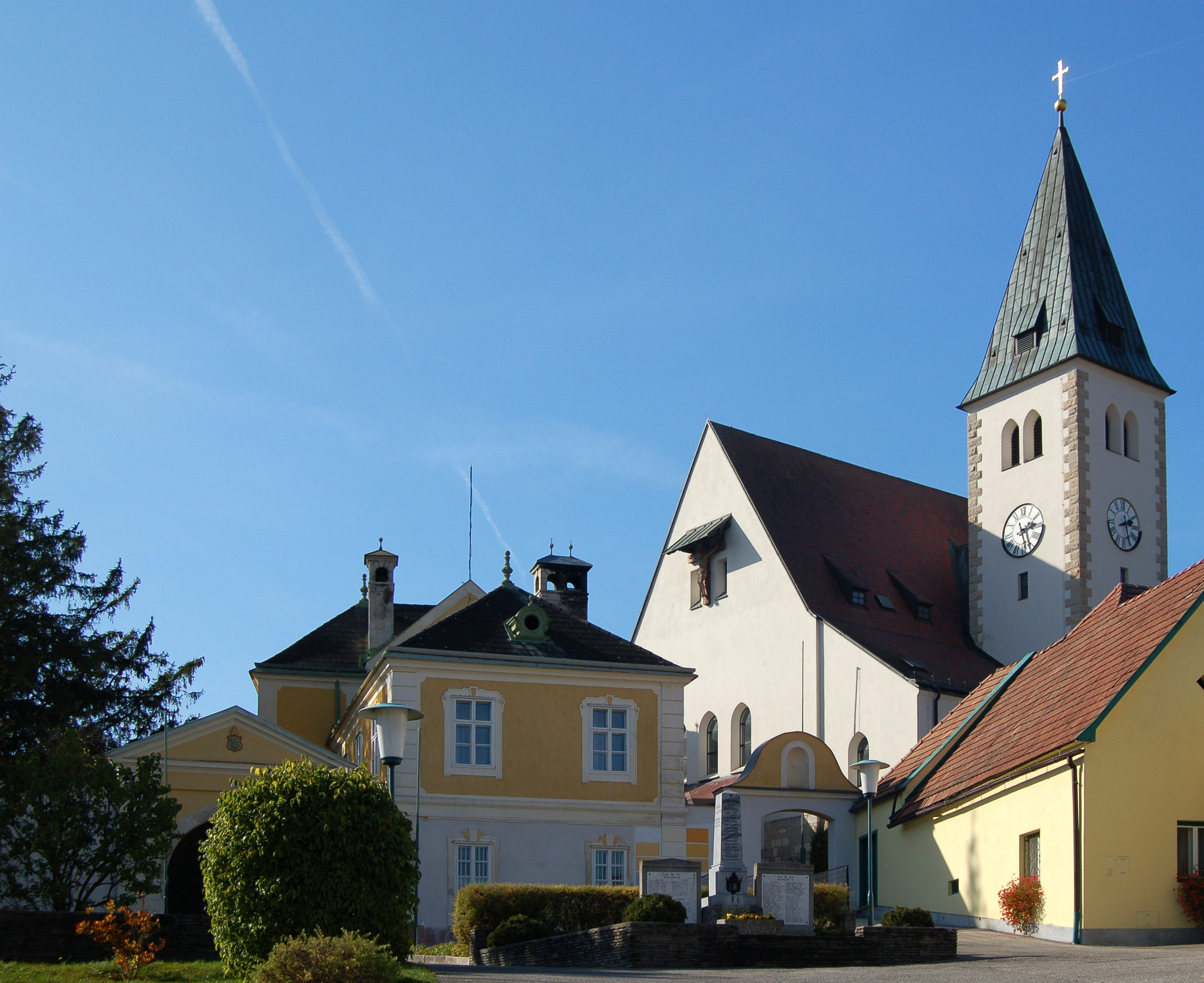
Katholische Pfarrkirche hl. Margareta in Grillenberg

Karl Troll (* 1. November 1865 in Oberwölbling; † 30. Dezember 1954 in Wien) war ein österreichischer Architekt.

## Leben und Wirken
Geboren als Sohn eines Zimmermanns im niederösterreichischen Oberwölbling, studierte Troll nach dem Besuch der Staatsgewerbeschule Wien in den Jahren 1886–1889 unter Friedrich von Schmidt an der Akademie der bildenden Künste Wien. Mit dem Abschluss seines Studiums gewann er 1890 das Staatsreisestipendium der Akademie, was ihm 1892 eine Studienreise nach Italien und Deutschland zum Studium mittelalterlicher Architektur ermöglichte. Anschließend arbeitete er als Mitarbeiter im Büro von Franz von Neumann, wo er an der Fertigstellung der Antoniuskirche in Wien-Favoriten mitarbeitete. Für seine Mitarbeit an diesem Bauprojekt wurde Troll mit dem Goldenen Verdienstkreuz mit Krone ausgezeichnet. In unmittelbarer Nachbarschaft der Kirche errichtete Troll nach eigenen Plänen die (nicht mehr bestehende) Bürgerschule. Nach dem Tod des Büroleiters 1905 gründete Troll mit dem Architekten Johann Stoppel eine Bürogemeinschaft, die zunächst die Vollendung und Innenausstattung der Donaufelder Pfarrkirche Neumanns übernahm.
Zur Erlangung von Aufträgen nahm Karl Troll, meist in Kooperation mit anderen Architekten, an öffentlichen Architektenwettbewerben namentlich zu Sakralbauten teil. Obgleich die von ihm eingereichten Projekte wiederholt prämiert wurden, vermochte er nur in wenigen Fällen seinen Entwurf zur Ausführung zu bringen. So errichtete er 1905 bis 1907 zusammen mit Ludwig Faigl die evangelische Christuskirche in Mährisch-Ostrau und 1910 bis 1911 die katholische Pfarrkirche in Grillenberg (Marktgemeinde Hernstein).
Zunächst stilistisch der Neugotik seines akademischen Lehrers Friedrich von Schmidt verpflichtet, wandte er sich in seinen späteren Projekten stärker der klassizistischen Richtung von Otto Wagner zu. Nach dem Ersten Weltkrieg vermochte sich Troll nicht mehr den veränderten Bedingungen der Architektur anzupassen. Nach Auflösung der Bürogemeinschaft mit Johann Stoppel 1918 blieben die Aufträge aus, und nur für das Studienjahr 1929/30 vermochte er eine kurzfristige Lehrtätigkeit an der Staatsgewerbeschule zu erhalten.

## Werkliste (Auswahl)

### Ausgeführte Bauten
- 1902 (mit August Rehak): Städtische Bürgerschule in Wien-Favoriten[4]
- 1905 (mit Heinrich Wohlmeyer): Wohn- u. Geschäftshaus „Roter Turm“, Wien 2, Obere Donaustraße 99
- 1905–1907 (mit Ludwig Faigl): Christuskirche in Mährisch-Ostrau
- 1910–1911 (mit Johann Stoppel): Pfarrkirche Grillenberg in Grillenberg (Marktgemeinde Hernstein)[5]
- 1910–1914: Pfarrhof der Donaufelder Pfarrkirche mit zwei anliegenden Mietshäusern[6]
- 1914 (mit Johann Stoppel): Villa Brünner[7]

### Nicht ausgeführte Bauten
- 1898: (mit August Rehak) reformierte St.-Jakobs-Kirche in Aussersihl bei Zürich (Wettbewerb)[8]
- 1898: Kaiser-Franz-Josef-Jubiläumskirche in Wien-Leopoldstadt (Wettbewerb, 3. Preis)
- 1901: (mit Alfred Castelliz) Kirche am Wiener Zentralfriedhof (Wettbewerb)[9]
- 1901: Vorentwurf zum Kaiser-Franz-Josef-Stadtmuseum am Karlsplatz[10]
- 1901 Wiederherstellungsprojekt zur Domkirche St. Peter und Paul in Brünn (Wettbewerb, 3. Preis)
- 1903: Evangelische Christuskirche in Innsbruck (Wettbewerb, 3. Preis)
- 1903: Aussegnungshalle des Salzburger Kommunalfriedhofs (Wettbewerb, 2. Preis)
- 1904 (mit Franz Biberhofer): Ruhmeshalle auf dem Leopoldsberg in Wien
- 1909: Pfarrkirche Mariä Himmelfahrt in Wigstadtl in Schlesien (Wettbewerb).[11]
- 1912: Evangelische Verklärungskirche in Wien (Wettbewerb)[12]
- 1913: Kaiser Franz Josef-Stadtmuseum an der Schmelz (Wettbewerb)[13]
- 1910: Neusimmeringer Pfarrkirche in Wien (Wettbewerb)[14]
- 1914: Apostelkirche (Idealentwurf)[15]
- 1914: Dekanatskirche in Lissa (Wettbewerb, 3. Preis)
- 1915: Österreichische Völker- und Ruhmeshalle auf dem Kahlenberg (Wettbewerb)
- 1915: Architektonischer Abschluss des Schottenrings der Wiener Ringstraße (Wettbewerb)[16]
- 1916: Katholische Kirche in Bodenbach an der Elbe in Böhmen (Wettbewerb)[17]
- 1916: Friedhof in Marburg an der Drau (Wettbewerb)[18]